# ضبخان

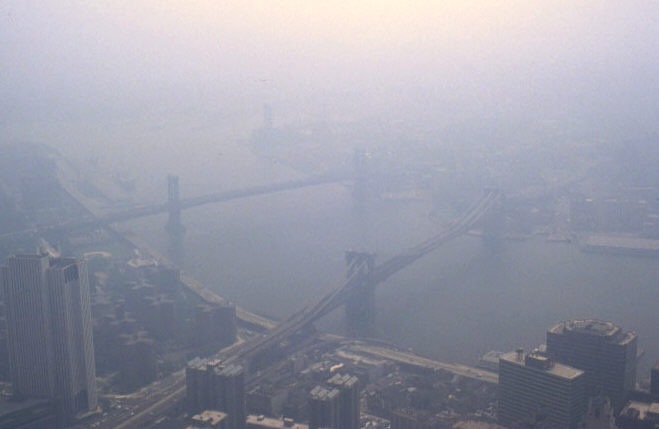
الضخان في نيويورك عام 1988

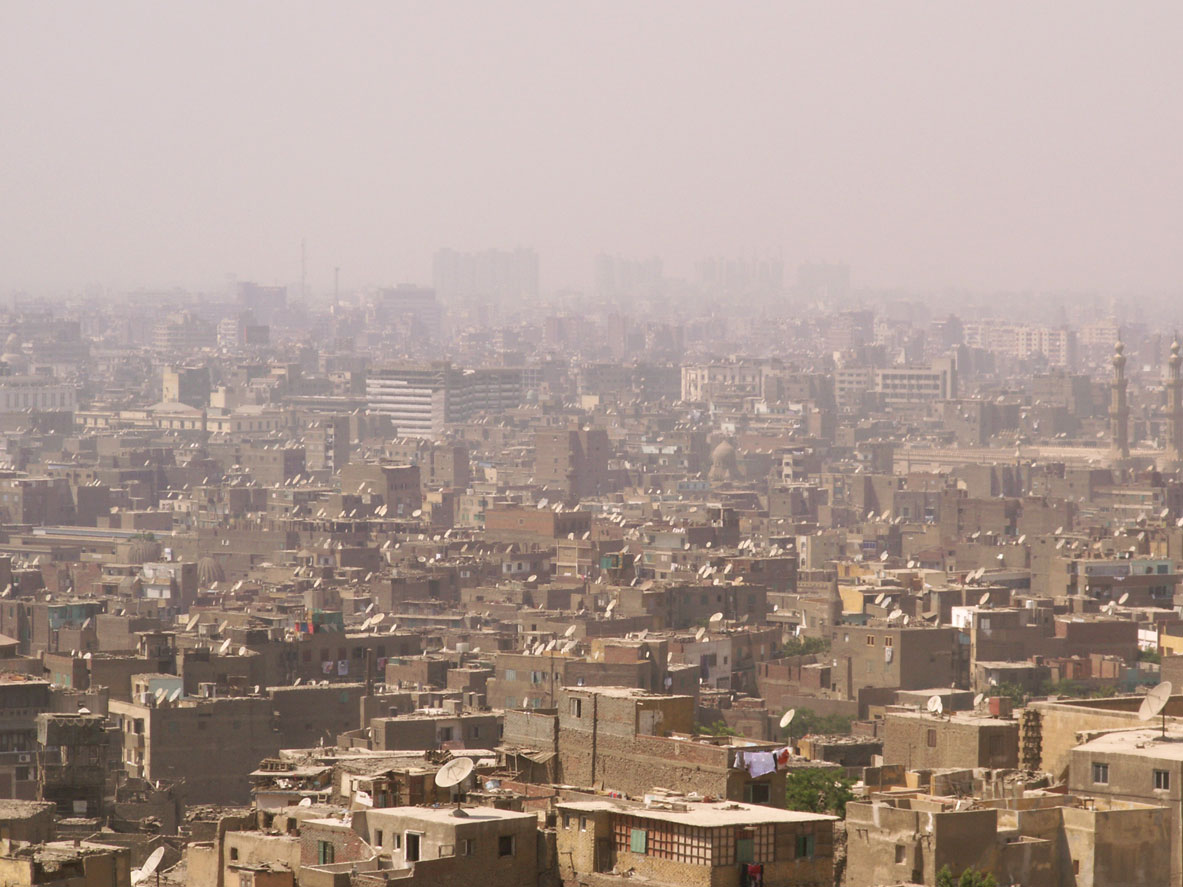
الضخان في القاهرة

الضَبْخان  أو الضُّخان أو الضباب الدخاني (بالإنجليزية: Smog)‏ أو خليط من الدخان والضباب يتكون فوق المدن والمناطق الصناعية، وهو أحد أنواع تلوث الهواء. كان قديما يسببه احتراق الفحم بكميات كبيرة. وكان ينتج عن اختلاط الدخان بثاني أكسيد الكبريت. أما حاليا فتسببه الانبعاثات والعوادم الصادرة من المصانع والسيارات خاصة الملوثات الهيدروكربونية وأكاسيد النيتروجين التي تنبعث منها فتتحول بفعل أشعة الشمس إلى ملوثات مؤكسدة مثل غاز الأوزون. وهو ما يسمى بظاهرة الضباب الضوئي الكيميائي.
في وجود ظاهرة الضخان يكون لون الهواء بنيًا وله رائحة كريهة ويرتبط حدوثه بارتفاع درجات الحرارة. ومن الملوثات الأخرى المتسببة في ظهوره إلى جانب غاز الأوزون: أكاسيد النيتروجين، الهيدروكربونات وأول أكسيد الكربون. معظم المدن الكبرى مثل لندن ولوس أنجيليس ومدينة مكسيكو والقاهرة تعاني من مناسيب خطرة من الضخان.

## المصطلح
المصطلحان العربيان ضُخان وضبخان هما نحتان من كلمتي ضباب ودخان مشهود في مطبوعات عربية مثل مجلة العلوم، وهو مقابل للنحت الإنجليزي smog من smoke و fog، وشُهد المصلطح الإنجليزي مكتوبا أول مرة في عام 1905.

## أنواعه
هناك نوعان من الضخان، نوع ضوء كيميائي وهو يطرأ في مدن مثل لوس أنجلوس عندما يلتقي نوعان من الملوثات في وجود ضوء الشمس. النوع الأول هو مزيج من الجسيمات الدقيقة وأكسيد النيتروجين الناتجين من عادم احتراق الوقود الأحفوري في محركات المركبات والشاحنات ومحطات توليد الكهرباء والمصانع. النوع الآخر من الملوثات هي مركبات عضوية غير مستقرة من الأصباغ والمذيبات والمبيدات وكيماويات أخرى كما أن الجازولين وأنواع أخرى من البتروكيماويات والمذيبات تتبخر مباشرة إلى الغلاف الجوي لتزيد من كميات الأوزون.
يمكن لهذا النوع أن يتكون في مختلف المناخات، إلا أنه يكون أسوأ في الأجواء الدافئة المشمسة التي يكون فيها الهواء في الطبقات العليا دافئا بحيث يحول دون الدوران الأفقي للرياح؛ وهو يشيع في الأحواض الجيولوجية التي تحيط بها تلال أو جبال.

## مسببات الضخان
¤ إن الهواء المحيط يحتوي على نسبة 79 في المائة من النيتروجين الغازي (N2)، والذي يعتبر بشكل أساسي غير قابل للاحتراق، فإن القدر الأكبر من غاز المداخن من أغلب عمليات احتراق الوقود الأحفوري يكون عبارة عن نيتروجين غير محترق. وثاني أكبر مكون في غاز المداخن هو ثاني أكسيد الكربون (CO2)، الذي يمكن أن يكون نسبة تصل من 10 إلى 25 في المائة أو أكثر من غاز المداخن. ويتبعه في الحجم بخار الماء (H2O) الناجم عن احتراق الهيدروجين الموجود في الوقود مع الأكسجين الموجود في الجو. وأغلب «الأبخرة» التي تتصاعد من مجموعات مداخن غاز المداخن تكون عبارة عن بخار الماء هذا الذي يكون سحابة عند ملامسته للهواء البارد.
ويحتوي غاز المداخن النموذجي الناجم عن احتراق الوقود الأحفوري على مقادير ضئيلة للغاية من مركبات ثاني أكسيد النيتروجين (NOx) وثاني أكسيد الكبريت (SO2) والجسيمات. ويتم الحصول على مركبات ثاني أكسيد النيتروجين من النيتروجين الموجود في الهواء المحيط بالإضافة إلى أي مركبات تحتوي على النيتروجين في الوقود الأحفوري. ويتم الحصول على ثاني أكسيد الكبريت من أي مركبات تحتوي على الكبريت في الوقود. وتتكون الجسيمات من جسيمات صغيرة للغاية من المواد الصلبة وقطرات سائلة صغيرة للغاية تعطي لغازات المداخن شكلها المحتوي على الدخان.
وتقوم مولدات البخار في محطات الطاقة وأفران المعالجة في مصافي التكرير ومحطات البتروكيماويات ومحطات الكيماويات وأفران الحرق بحرق مقادير كبيرة من الوقود الأحفوري، وبالتالي فإنها تبعث منها مقادير ضخمة من غاز المداخن في الغلاف الجوي المحيط بها. ويعرض الجدول الوارد أدناه المقادير الإجمالية لغاز المداخن الناجم بشكل نموذجي عن احتراق أنواع الوقود الأحفوري، مثل الغاز الطبيعي وزيت الوقود والفحم الحجري. وقد تم الحصول على البيانات من خلال حسابات قياس اتحادية العناصر.
| بيانات الاحتراق                                                            | غاز الوقود | زيت الوقود | الفحم الحجري |
| خصائص الوقود:                                                              |            |            |              |
| -------------------------------------------------------------------------- | ---------- | ---------- | ------------ |
| إجمالي قيمة السعرات الحرارية، ميللي جول لكل متر مكعب                       | 43.01      |            |              |
| إجمالي القيمة الحرارية، وحدة حرارية بريطانية / قدم قياسي مكعب              | 1,093      |            |              |
| إجمالي قيمة السعرات الحرارية، ميللي جول لكل كيلو جرام                      |            | 43.50      |              |
| إجمالي القيمة الحرارية، وحدة حرارية بريطانية / قدم قياسي مكعب              |            | 150,000    |              |
| إجمالي قيمة السعرات الحرارية، ميللي جول لكل كيلو جرام                      |            |            | 25.92        |
| إجمالي القيمة الحرارية، وحدة حرارية بريطانية / رطل                         |            |            | 11,150       |
| الوزن الجزيئي                                                              | 18         |            |              |
| الثقل النوعي                                                               |            | 0.9626     |              |
| الجاذبية، معهد البترول الأمريكي                                            |            | 15.5       |              |
| معدل الكربون / الهيدروجين حسب الوزن                                        |            | 8.1        |              |
| النسبة المئوية لوزن الكربون                                                |            |            | 61.2         |
| النسبة المئوية لوزن الهيدروجين                                             |            |            | 4.3          |
| النسبة المئوية لوزن الأكسجين                                               |            |            | 7.4          |
| النسبة المئوية لوزن الكبريت                                                |            |            | 3.9          |
| النسبة المئوية لوزن النيتروجين                                             |            |            | 1.2          |
| النسبة المئوية لوزن الرماد                                                 |            |            | 12.0         |
| النسبة المئوية لوزن الرطوبة                                                |            |            | 10.0         |
| هواء الاحتراق:                                                             |            |            |              |
| هواء الاحتراق الزائد، %                                                    | 12         | 15         | 20           |
| غاز وقود العادم الرطب:                                                     |            |            |              |
| مقدار غاز العادم الرطب، متر مكعب لكل جيجا جول من الوقود                    | 294.8      | 303.1      | 323.1        |
| مقدار غاز العادم الرطب، قدم قياسي مكعب /106 وحدة بريطانية حرارية من الوقود | 11,600     | 11,930     | 12,714       |
| CO2 في غاز العادم الرطب، النسبة المئوية للمقدار                            | 8.8        | 12.4       | 13.7         |
| O2 في غاز العادم الرطب، النسبة المئوية للمقدار                             | 2.0        | 2.6        | 3.4          |
| الوزن الجزيئي لغاز العادم الرطب                                            | 27.7       | 29.0       | 29.5         |
| غاز وقود العادم الجاف:                                                     |            |            |              |
| مقدار غاز العادم الجاف، متر مكعب لكل جيجا جول من الوقود                    | 241.6      | 269.3      | 293.6        |
| مقدار غاز العادم الجاف، قدم قياسي مكعب /106 وحدة بريطانية حرارية من الوقود | 9,510      | 10,600     | 11,554       |
| CO2 في غاز العادم الجاف، النسبة المئوية للمقدار                            | 10.8       | 14.0       | 15.0         |
| CO2 في غاز العادم الجاف، النسبة المئوية للمقدار                            | 2.5        | 2.9        | 3.7          |
| الوزن الجزيئي لغاز العادم الجاف                                            | 29.9       | 30.4       | 30.7         |

ملاحظة: المتر المكعب هو الأمتار المكعبة القياسية عند درجة حرارة صفر مئوية وعند 101.325 كيلو باسكال، و scf عبارة عن القدم القياسي المكعب عند 60 درجة فهرنهايت و14.696 رطلاً لكل بوصة مربعة.

### أول أكسيد الكربون
ينطلق أول أكسيد الكربون في الهواء الجوي كناتج طبيعي للتفاعلات الكيميائية الضوئية و احتراق الغابات .
إن أول أكسيد الكربون مركب شديد السمّيّة ... إذ أنه يتحد مع هيموجلوبين الدم مكوناً مركباً ثابتاً (كربوكسي هيموجلوبين) فيعوق الدم عن وظيفة نقل الأكسجين لخلايا الجسم .
يزداد تركيز أول أكسيد الكربون في المدن المزدحمة بالسيارات على الرغم من أنه يتأكسد في وجود أشعة الشمس بمعدل 1% كل ساعة ، و نتيجة لزيادته تزداد حالات الصداع و الهبوط العام ، كما أنه يسبب الموت السريع إذا بلغ تركيزه في الهواء 0.001
وسبب تزايد هذا الغاز هو الاحتراق غير التام للوقود داخل محركات السيارات .

### أكاسيد النيتـروجين
يشكل النيتروجين حوالي 78% من الهواء الجوي ... و تتواجد أكاسيد النيتروجين كملوثات إما بسبب النشاط البركاني ، أو أثناء البرق ، أو نتيجة للنشاط البكتيري ، أو من عوادم السيارات عند احتراق الجازولين و أبخرة المصانع فيتكون أكسيد النيتريك و ثاني أكسيد النيتروجين .
و من بين التلوثات البيئية التي تفرزها تواجد هذه الغازات بالإضافة إلى الضخان لتفاعل ثاني أكسيد النيتروجين مع الرطوبة مكوناً حمض النيتريك HNO3 و حمض النيتروز HNO2 التي تساهم في تكوين الأمطار الحامضية بالإضافة إلى أكاسيد الكربون و أكاسيد الكبريت .
كما أن حمض النيتروز عند تحلله يكوّن أكسيد النيتريك و ماء و المزيد من حمض النيتريك ... بينما أكسيد النيتريك يتأكسد مكوناً ثاني أكسيد النيتروجين .
و يلعب ثاني أكسيد النيتروجين دوراً كبيراً في إحداث تلوثات بيئية خطيرة ... إذ أن جزء منه يتفاعل مع الرطوبة مكوناً المزيد و المزيد من حمض النيتريك
و لأن غاز ثاني أكسيد النيتروجين يتميز بأنه ماص قوي للأشعة فوق البنفسجية القادمة من الشمس ؛ لذا فإنه يتفكك بفعل الفوتونات الضوئية إلى أول أكسيد النتيروجين ( أكسيد النيتريك ) و ذرات أكسجين حرة ، و هذه الأخيرة بدورها تتحد مع الهيدروكربونات غير المحترقة احتراقاً تاماً لتكوين مركبات عضوية سامة و مركبات مهيجة للعيون و الأنف .
كما تتحد ذرات الأكسجين الحرة أيضاً مع جزيئات الأكسجين لتكوين الأوزون .
مركب الأوزون عامل مؤكسد قوي جداً ، و له رائحة مهيجة و كريهة ... كما أن له تأثيرات مدمرة على النباتات و الخلايا الحيوانية .
يتفكك الأوزون في وجود الطاقة الآتية من الشمس إلى غاز الأكسجين والأكسجين الذري ... ليعاود مرة أخر تكوين الأوزون ... مما يعني بقاء الأوزون في طبقات الجو السفلى .
إن وجود الأوزون مطلوب في طبقات الجو العليا و غير مطلوب بقرب سطح الأرض ... و لكن أكاسيد النيتروجين تسبب انقلاب لذلك النظام بعملها المزدوج على توفير الأوزون على الأرض و تدميره في السماء .

### الهيدروكربونات
يعد البترول و مشتقاته مثل الجازولين و السولار المصدر الرئيسي للهيدروكربونات الملوثة للهواء الجوي ، و ذلك كنتاج لعمليات التبخير و الاحتراق الداخلي غير التام .
هذا الاحتراق غير التام للوقود في عادم السيارات يزداد نتيجة لزيادة نسبة الوقود لنسبة الهواء في المحرك .

## كيفية تكون الضخان
تتكون غازات عوادم السيارات من أكاسيد الكربون و مركبات هيدروكربونية لم تتأكسد تأكسداً تاماً بالإضافة إلى وجود بعض أكاسيد النيتروجين .
تتأكسد الهيدروكربونات التي لم تحترق احتراقاً تاماً و الصادرة عن عوادم السيارات في ظل وجود الأكسجين الحر مكونةً ألدهيدات أو كيتونات .
كما أن المركبات الهيدروكربونية تتفاعل مع شقوق الهيدروكسيل و الأكسجين و أكاسيد النيتروجين لتنتج مركب بيروكسي أسيل نيترات PAN . و يعتبر هذا المركب من أهم مصادر الضخان.
و نظراً لاحتواء الخليط الغازي السام على غاز ثاني أكسيد النيتروجين الذي يمتص الأشعة فوق البنفسجية ، فإنه يتفكك إلى أكسيد النيرتيك و أكسجين ذري ، و هذا الأخير يتفاعل مع جزيئات الأكسجين ليتكون الأوزون ، الذي يدخل في سلسلة من التفاعلات مع الهيدروكربونات النشطة و الموجودة في الخليط ... و نتيجة لهذا التفاعل الكيميائي الضوئي يتكون الضخان الذي يبقى معلقاً في الهواء و يغلف جو المدن مسبباً احتقان الأغشية المخاطية و حرقة في العيون و زيادة في أمراض الجهاز التنفسي .

## تأثيره على الصحة

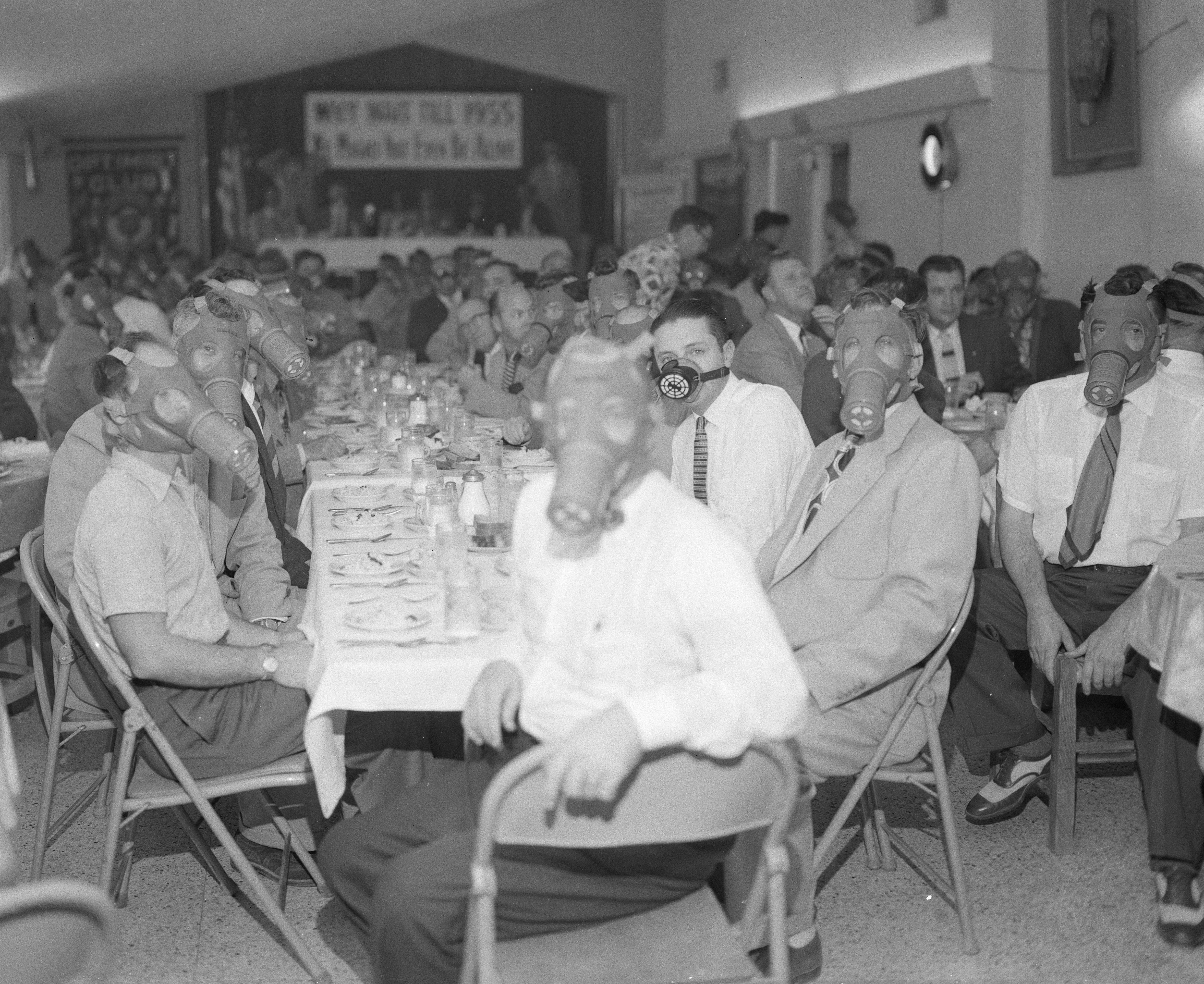
أمريكيون يرتدون أقنعة واقية من غازات الضخان في لوس أنجلس 1954

الضخان مشكلة بيئية تعاني منها مدن كثيرة وهو مستمر في إلحاق الضرر بصحة الإنسان. حيث ثؤثر الغازات الناتجة عنه على الأطفال ومرضى القلب والتنفس. فيسبب التهابا في القصبة الهوائية وقصورا في عمل الرئة وضيقا في التنفس. وتزداد وفيات التنفس في الأوقات التي تزداد فيها مستويات غاز الأوزون.
وفقا لوكالة حماية البيئة الأمريكية فإن الهواء يكون ضارا بالصحة إذا ما احتوى أكثر من 80 جزءا في البليون أو أكثر من 0.5 جزء في المليون من الأوزون (و هو المكون الرئيس للضباب الدخاني)، أو أكثر من 53 جزءا في البليون من ثنائي أكسيد النيتروجين، أو أكثر من 80 جزئا في البليون من الجسيمات الدقيقة

## المناطق التي تعاني من الضخان

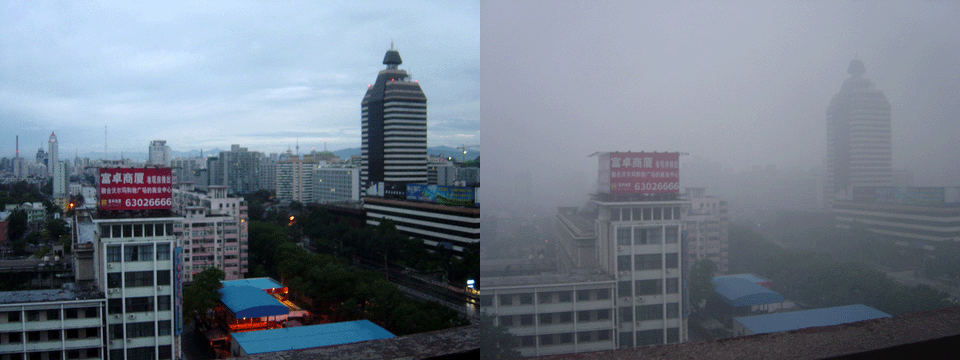
مقارنة بين بكين في حالة الهواء النقي وحالة الضخان

لندن، نيو يورك، القاهرة، لوس أنجليس، ساو باولو، مكسيكو سيتي، سانتياغو، هوستن، تورنتو، أثينا، بكين، هونغ كونغ، سيول، حوض الرور، مدينة الجزائر

### في لندن
منذ أواخر القرن التاسع عشر كان الضخان معلما من معالم الحياة في لندن. وفي 1952 تسببت موجة الضخان الكبرى في إظلام سماء المدينة وموت 12000 شخص. في البداية ألقت الحكومة باللوم على وباء الزكام بدلا من الاعتراف بأن السبب الحقيقي كان دخان احتراق الفحم. إلا أن تشريعات صارمة فرضت عام 1960م أدت ألى تحسن الأوضاع المناخية بعد ذلك ولم تظهر هذه الحالة مرة أخرى.

## معايير جودة الهواء
صممت المعايير الأساسية لحماية صحة الإنسان بهامش كاف من السلامة، بما في ذلك الفئات السكانية الحساسة مثل الأطفال والمسنين والأفراد الذين يعانون من أمراض الجهاز التنفسي. تم سرد تلك المعايير في 40 C.F.R. 50.
تم تصميم المعايير الثانوية لتوفير الرفاهية العامة والحماية من الأضرار التي قد تلحق بالممتلكات ومخاطر النقل والقيم الاقتصادية والراحة الشخصية من أي آثار ضار معروفة أو متوقعة.
تقوم اللجنة بتقسيم الأماكن إلى قسمين المناطق التي تفي بالمعايير وتسمى «منطقة تحقيق» بينما تعرف المناطق التي لا تفي بالمعايير بمناطق عدم التحقيق. تهدف المعايير إلى تطبيق أحدث المعارف العلمية ويتم مراجعتها كل خمس سنوات من قبل اللجنة الاستشارية العلمية للهواء النقي (CASAC) والتي تتكون من سبعة أعضاء يرأسهم مسؤول وكالة حماية البيئة. في أكتوبر 2018، تم إنهاء اللجان الفرعية التي كانت مهمتها تقديم مدخلات علمية بشأن الجسيمات. رفضت وكالة حماية البيئة في عام 2019، التصريح عن سبب إلغاء اللجان الفرعية.
| الملوثات                     | النوع          | المعايير              | متوسط الوقت | Foالصيغةa                                                                 | الاستشهاد          |
| ---------------------------- | -------------- | --------------------- | ----------- | ------------------------------------------------------------------------- | ------------------ |
| ثنائي أكسيد الكبريت (SO2)    | ابتدائي        | 75 ppb                | 1 ساعة      | النسبة المئوية 99 للتركيزات القصوى اليومية لمدة ساعة، بمتوسط فوق 3 سنوات. | 40 C.F.R. 50.17a   |
| ثنائي أكسيد الكبريت (SO2)    | ثانوي          | 0.5 ppm (1,300 μg/m³) | 3 ساعات     | لا يجب التعرض له أكثر من مرة في العام                                     | 40 C.F.R. 50.5a    |
| جسيمات معلقة (PM10)          | ابتدائي وثانوي | 150 μg/m³             | 24-ساعة     | لا يجب التعرض له أكثر من مرة في العام على مدى ثلاث سنوات                  | 40 C.F.R. 50.6a    |
| الجسيمات الدقيقة (PM2.5)     | ابتدائي        | 12 μg/m³              | سنويا       | المتوسط السنوي على 3 سنوات                                                | 40 C.F.R. 50.18a   |
| الجسيمات الدقيقة (PM2.5)     | ثانوي          | 15 μg/m³              | سنويا       | المتوسط السنوي على 3 سنوات                                                | 40 C.F.R. 50.7a    |
| الجسيمات الدقيقة (PM2.5)     | ابتدائي وثانوي | 35 μg/m³              | 24-ساعة     | 98 % على مدار ثلاث سنوات                                                  | 40 C.F.R. 50.18a   |
| أحادي أكسيد الكربون (CO)     | ابتدائي        | 35 ppm (40mg/m³)      | 1-ساعة      | لا تتجاوز مرة واحدة في السنة                                              | 40 C.F.R. 50.8a(2) |
| أحادي أكسيد الكربون (CO)     | ابتدائي        | 9 ppm (10 mg/m³)      | 8-ساعات     | لا تتجاوز مرة واحدة في السنة                                              | 40 C.F.R. 50.8a(1) |
| الأوزون (O3)                 | ابتدائي وثانوي | 0.12 ppm (235 μg/m³)  | 1-ساعةb     | لا تزيد نسبة التعرض عن 0.12 ppm في الساعة على مدار أيام السنة             | 40 C.F.R. 50.9a    |
| الأوزون (O3)                 | ابتدائي وثانوي | 0.070 ppm (140 μg/m³) | 8-ساعات     | لا تتجاوز النسبة لمدة ثمان ساعات كحد أقصى على مدار 3 سنوات                | 40 C.F.R. 50.19a   |
| ثنائي أكسيد النيتروجين (NO2) | ابتدائي وثانوي | 0.053 ppm (100 μg/m³) | سنويا       | متوسط سنوي                                                                | 40 C.F.R. 50.11ab  |
| الرصاص (Pb)                  | ابتدائي وثانوي | 0.15 μg/m³            | 3 أشهر      | لا تتجاوز                                                                 | 40 C.F.R. 50.12a   |

- ^aكل معيار له معاييره الخاصة لعدد المرات التي قد يتم تجاوزها.[18]
- ^bاعتبارًا من 15 يونيو 2005 ، لم يعد معيار الأوزون لمدة ساعة واحدة ينطبق على المناطق المحددة فيما يتعلق بمعيار الأوزون لمدة 8 ساعات (والذي يشمل معظم الولايات المتحدة، باستثناء أجزاء من 10 ولايات).[19]
- المصدر: USEPA